# Chorizema diversifolium
Chorizema diversifolium là một loài thực vật có hoa trong họ Đậu. Loài này được A.DC. miêu tả khoa học đầu tiên.